# David Engel (historien)
Pour les articles homonymes, voir David Engel.
David Engel, né en 1951, est un historien américain et professeur spécialisé dans l'histoire des Juifs et de la Shoah à l'université de New York. Il a obtenu son doctorat à l'université de Californie en 1979 et terminé ses études postdoctorales à la division des études sur la Shoah de l'université hébraïque de Jérusalem.
David Engel est membre de l'Institut de recherche de la diaspora de l'université de Tel Aviv, de la Commission Carnegie sur l'éthique et les affaires internationales et de la Commission sur les relations juives-polonaises depuis 2002. En 1986-1987, il a reçu le prix de l'Outstanding Lecturer à l'université de Tel Aviv. En 1996, il a reçu le Golden Dozen Award for Excellence in Undergraduate Teaching de l'Université de New York.

## Publications
- (dir.): Studies in medieval Jewish intellectual and social history: Festschrift in honor of Robert Chazan. Leiden: Brill, 2012  (ISBN 978-90-04-22233-5)
- Historians of the Jews and the Holocaust. Stanford, Calif.: Stanford University Press, 2010
- Zionism. New York:, Longman, 2009
- avec Yitzchak Mais, Eva Fogelman,Daring to resist: Jewish defiance in the Holocaust. New York: Museum of Jewish Heritage, 2007
- The Holocaust: the Third Reich and the Jews. New York: Longman, 2000
- The Concept of Antisemitism in the Historical Scholarship of Amos Funkenstein, Jewish Social Studies 6.1 (1999) S. 111–129
- Patterns Of Anti-Jewish Violence In Poland, 1944–1946, in Yad Vashem Studies, Vol. XXVI, Jerusalem 1998, S. 43–85.
- Ben shiḥrur li-veriḥah: nitsole ha-Shoʾah be-Polin ṿeha-maʾavaḳ ʿal hanhagatam, 1944-1946 [Zwischen Befreiung und Flucht. Holocaust-Überlebende in Polen und die Auseinandersetzung um die Führung, 1944–1946]. Tel Aviv: Am Oved Publishers, 1996 (he)
- Facing a Holocaust: The Polish Government-in-Exile and the Jews, 1943–1945. Chapel Hill: University of North Carolina Press, 1993.
- In the Shadow of Auschwitz: The Polish Government-in-Exile and the Jews, 1939–1942. Chapel Hill: University of North Carolina Press, 1987.
- Organized Jewish responses to German antisemitism during the First World War. Los Angeles, Calif.: Univ. of California, 1979. Univ. of California, Diss., 1979